# Moggerhanger
Moggerhanger är en civil parish i Central Bedfordshire, Storbritannien. Den ligger i grevskapet Bedfordshire och riksdelen England, i den sydöstra delen av landet, 70 km norr om huvudstaden London.